# 샤이닝 스타 (애니메이션)
《샤이닝 스타》는 2017년의 애니메이션으로, 대한민국의 마로스튜디오와 중국의 광동알파애니메이션앤컬처에서 공동으로 제작했다. 2017년 10월 16일부터 2018년 12월 3일까지 MBC에서 방영했다.

## 방송 일시
| 방송 채널 | 방송일                             | 방송 시간 |
| --------- | ---------------------------------- | --------- |
| MBC       | 2017년 10월 16일 ~ 2018년 12월 3일 | 종료      |

## 그 외의 방송사
- 대교어린이TV
- 애니맥스
- TV조선

## 등장 인물

### 멜로디
- 채나라

덜렁대지만 착한 마음과 먹보의 모습을 보임.
멜로디의 리더이다.
- 윤시아

멜로디의 메인 댄서. 
- 양송이

멜로디의 메인보컬.
- 강헤라

뉴 멜로디의 새 멤버.

### 이외
- 피치
- 제이
- 케이시
- 진
- 헨델
- 세바스찬
- 바닐라
- 큐리
- 소리
- 셜리
- 현우
- 칼리오페
- 리라
- 빅제이
- 베리
- 미나
- 재키춘
- 카리스마
- 선샤인
- 스톰
- 쿤타
- 디자이너

## 음악 진행
- 음악 제작: SM엔터테인먼트
  - 보컬 진행: SMROOKIES (고은, 히나, 이양, 닝닝),[note 1] 박정연, Onestar, 김수창, 이주형, 김소현, 신아녜스, 최영경

## 목소리 출연
- 이명호: 채나라, 피치
- 박리나: 윤시아, 로즈, 제이
- 이지현: 양송이, 케이시, 동희, 루엘, 선샤인
- 정혜원: 강헤라, 크림, 스노우
- 엄상현: 진, 세바스찬, 이리
- 김새해: 헨델, 바닐라, 큐리, 소리, 소심
- 홍소영: 셜리, 베토, 시크, 스톰, 민 비서, 윤세아
- 신용우: 재키춘, 빅제이, 현우
- 김은아: 칼리오페, 리리, 베리
- 남도형: 디자이너,  쿤타,  유진
- 여민정: 기타 외
- 홍범기: 기타 외
- 강호철: 기타 외

## 제작
마로스튜디오, 광동알파애니메이션앤컬처에 (중)